# Тор (ракета)
PGM-17 Тор (англ. PGM-17 Thor) — первая баллистическая ракета среднего радиуса действия, принятая на вооружение в США в 1958 году. 60 оснащённых термоядерными боеголовками ракет было развёрнуто в позиционных районах в Великобритании с 1959 по 1963 годы. Были сняты с вооружения в 1963 году в связи с моральным и техническим устареванием. Послужила основой для ракеты-носителя космического назначения Delta.

## История
В 1954 году ВВС США начали разработки двух ядерных баллистических ракет большой дальности:
1. полутораступенчатой МБР SM-65 Atlas
2. двухступенчатой МБР SM-68 Titan.
3. В 1956 году на основе Atlas одноступенчатой БРСД SM-75 Thor, которые предполагали разместить на передовых ядерных базах США в Европе.
4. Вдогонку арсенал армии США вместе с ВМС начал работы над одноступенчатой БРСД SM-78 Jupiter[1]
5. но и флот выделил в 1956 году проект морской двухступенчатой твердотопливной БРСД A-1 Polaris.

Разработка Thor оказалась одновременной с первой ядерной баллистической ракетой СССР Р-5М. Тоже жидкостной, одноступенчатой, с меньшей массой, но с худшими могуществом, точностью, дальностью.
Исходные технические требования проекта БРСД Thor:
- Дальность: 2820 км
- Диаметр корпуса: 2,4 м
- Длина: 20 м
- Стартовая масса: не более 50 т
- Двигатели: от SM-65 Atlas
- Максимальная скорость: 4,5 км/с
- Наведение: инерциальное с вспомогательным радиокомандным управлением

Советские успехи в области ракетостроения (принятие на вооружение ещё неядерных БРСД Р-5 в 1955 году) вынудили ВВС США ускорить ракетные программы. Баллистические ракеты, способные в кратчайшее время эффективно достигать мест сосредоточения сил Варшавского договора, рассматривались как эффективное оружие.
По заданию Thor должен стать частью семейства ракет, составлен из элементов других программ: двигатель семейства Rocketdyne LR79 от Jupiter, термоядерная головная часть Mk-2 из программы МБР Atlas. Особые требования: компактность и лёгкость. Ракета должна была перевозиться из США в Европу на транспортном самолёте Douglas C-74 Globemaster, сухая масса до 20 т.
Производство опытных образцов ракет началось в 1956 году, как только завершены рабочие чертежи. Несколько испытательных пусков завершились взрывами на старте. Лишь в сентябре 1957 года состоялся первый успешный запуск. Эти пуски проводились с базы ВВС США на мысе Канаверал. После запуска в СССР первого спутника 4 октября 1957 года программы производство баллистических ракет ускорено: оно начато уже в ноябре 1957 года. В декабре испытательный пуск показал работоспособность системы управления и в августе 1958 года начато развёртывание ракет в Великобритании, в ответ на развёртывание в 1957 ядерных ракет Р-5М в Калининграде.

## Конструкция
Получившая обозначение SM-75, «Тор» была одноступенчатой жидкостной ракетой, двигатель которой работал на керосине и жидком кислороде. Её цилиндрический корпус плавно сужался к вершине, придавая ракете, по отзывам персонала, «вид молочной бутылки».
В движение ракету приводил один двигатель Rocketdyne LR79-NA-9, с тягой в 670 кН. Для управления ракетой в полете предназначались два рулевых двигателя Rocketdyne LR101-NA в 4,5 кН каждый. Система наведения была полностью инерциальной, обеспечивая круговое вероятное отклонение (КВО), по разным данным, от 300 до 3200 метров. Дальность полёта ракеты 2400 км.
Первые варианты ракет снаряжались боеголовкой Mk-2, но последующие получили абляционную ГЧ Mk-3 (заимствованную от ракеты «Jupiter»), более эффективно выдерживающую нагрев и позволяющую входить в атмосферу под большим углом к цели, что снижало рассеивание относительно точки прицеливания. Боеголовки снаряжались термоядерным зарядом W49, тротиловым эквивалентом до 1,49 мегатонны, способным вызвать обширные разрушения в области радиусом 8,2 км.
Для защиты от неблагоприятных погодных условий, ракеты хранились горизонтально, в неукрепленных надземных укрытиях. Перед запуском, ракета поднималась вертикально и заправлялась. Полное время подготовки ракеты к пуску составляло порядка 10 минут.

## Развёртывание
В августе 1958 года, первые ракеты «Тор» были поставлены на боевое дежурство (БД) в Великобритании. Первоначально ракеты подчинялись американскому командованию, но в 1958 году было принято решение по политическим и логистическим соображениям переподчинить все развёртываемые в Великобритании батареи бомбардировочному командованию Королевских ВВС.
Первые боевые ракеты были поставлены на БД 31 августа 1958 года в 77-й эскадрилье Королевских ВВС. Три ракеты были смонтированы на открытых пусковых установках на базе Королевских ВВС Фелтвелл. Развёртывание ракет продолжалось до 1960 года, когда в составе RAF были развёрнуты 20 трёхракетных эскадрилий, рассредоточенных на территории Шотландии.
Ракеты стояли на боевом дежурстве с 1958 по 1963 год. Пик развёртывания, достигнутый в 1960, составлял 60 ракет. В 1962 году эти ракеты, в числе других, были приведены в полную боевую готовность в период Карибского Кризиса.
С 1963 года ракеты начали постепенно сниматься с вооружения. Появление в распоряжении ВМФ США подводных лодок «Джордж Вашингтон», вооружённых твердотопливными ракетами «Поларис», существенно снизило ценность стационарных БРСД ВВС. Подводные лодки с баллистическими ракетами были существенно менее уязвимы для возможного превентивного удара, могли перемещаться и занимать более выгодные для атаки позиции, ракеты «Поларис», в целом, были технически гораздо более надёжны, чем жидкостные «Торы».

## Противоспутниковый «Тор»
В феврале 1962 года ВВС США инициировали программу «437», направленную на разработку средств перехвата космических объектов. Развитие космонавтики сделало орбитальные спутники связи и наблюдения стратегическими военными объектами, способными оказывать значительное влияние на ход военных действий.
В качестве средства уничтожения спутников была выбрана ракета «Тор», с её сравнительно мощной боевой частью. 9 июля 1962 года ракета была запущена на высоту 400 км, где её боевая часть была инициирована.
В 1964 году противоспутниковая система на базе ракет «Тор» была официально принята на вооружение под индексом PGM-17A (предполагавшееся переименовывание в PIM-17A по неизвестной причине не было официально утверждено).
Ракеты могли перехватить любой орбитальный объект на высоте до 1400 км и на дистанции до 2400 км. Радиус поражения мегатонной боевой части гарантировал уничтожение спутника радиационным и термическим воздействием на дистанции до 8 км. Хотя выявившиеся проблемы с образованием искусственных радиационных поясов делали тяжёлые ядерные боевые части не лучшим оружием для уничтожения низкоорбитальных спутников, тем не менее, до 1975 года две ракеты постоянно находились в 24-х часовой готовности к пуску на базе Джонстон.